# Альберто Фухіморі
Альберто Фухіморі Кен'я (ісп. Alberto Ken'ya Fujimori, яп. 藤森 謙也, アルベルト・ケンヤ・フジモリ; 26 липня 1938 — 11 вересня 2024) — перуанський політик японського походження, президент Перу з 28 липня 1990 по 17 листопада 2000.

## Правління
Під час свого президентства Фухіморі провів ряд економічних перетворень в дусі неоконсерватизму. Його правління супроводжувалося встановленням авторитарного режиму, порушеннями прав людини та організацією «ескадронів смерті» для боротьби з ліворадикальними рухами.

## Судове переслідування
Навіть посеред судового переслідування у 2008 за злочини проти людяності під час його президентства, дві третини опитаних перуанців висловили схвалення його керівництва у цей період. 24 грудня 2017 року президент Перу Педро Кучинський помилував Альберто Фухіморі, який відбував 25-річне ув'язнення за корупцію та інші злочини. 3 жовтня 2018 року по рішенню суду помилування Фухіморі було скасовано, йому було наказано повернутися у в'язницю для відбування покарання. Незабаром після цього перуанський Конгрес прийняв закон, за яким старим ув'язненим, що відбули не менше третини терміну, дозволяють перейти під домашній арешт за умови носіння електронного браслета. Ініціатором законопроєкту була фухіморістська Народна сила, яка контролює значну кількість місць в Конгресі. Законопроєкт був розкритикований багатьма іншими політичними силами за, на їхню думку, явну спрямованість на користь Альберто Фухіморі, несумісність з національним законодавством та процедурні порушення при розгляді.